# Parti patriote (Guatemala)
Pour les articles homonymes, voir Parti patriote.
Le Parti patriote (en espagnol : Partido Patriota, abrégé en PP) est un parti de droite au Guatemala, fondé en 2001 par le général Otto Pérez Molina.

## Histoire
En 2003, le parti a rejoint la Gran Alianza Nacional (Grande alliance nationale) qui remporte les élections avec Óscar Berger.
En 2007, le P. P. concourt aux élections présidentielles avec le candidat Otto Pérez Molina, général à la retraite dont le discours sécuritaire (son slogan est Mano dura (Main dure) contre la criminalité) remporte un grand succès. Il est néanmoins battu par son rival social-démocrate Álvaro Colom qui recueille 52,84 % des voix au second tour. Le programme électoral du P.P. comportait également le rétablissement de la peine de mort, la lutte contre la fraude fiscale, une politique de sévérité contre la corruption et une plus grande rigueur dans la gestion des services publics.
Selon l'organisation Insight Crime, le Parti patriote (tout comme son principal rival le parti Liberté démocratique rénovée) est très lié à des groupes de narcotrafiquants.
En 2011, le P. P. présente à nouveau Otto Pérez Molina à l'élection présidentielle. Celui-ci arrive en tête au premier tour, devant Manuel Baldizón, un autre candidat de droite.
L'ex-président Otto Pérez Molina est emprisonné pour son implication dans le réseau de fraudes douanières appelé La Línea. L'ex-vice-présidente Roxana Baldetti est également emprisonnée pour sa participation au réseau, et est aussi accusée de trafic de drogue. L'ex-ministre de l'Intérieur Mauricio Lopez est lui aussi accusé de trafic de drogue et devrait faire l'objet d'une demande d'extradition des États-Unis, tout en étant actuellement détenu au Guatemala pour détournement de fonds. Plusieurs autres anciens ministres sont également inculpés pour cette même affaire de détournement de fonds.  
Fortement discrédité par les affaires de corruption, le parti chute de 36 % des voix en 2011 à 4 % en 2015. Il est dissous sur décision judiciaire en janvier 2017 sans que ses derniers élus ne s'y opposent. En mars une ex-députée et un maire sont arrêtés pour une autre affaire de corruption.  